# Lubuk Gadang Selatan
Lubuk Gadang Selatan is een bestuurslaag in het regentschap Zuid-Solok van de provincie West-Sumatra, Indonesië. Lubuk Gadang Selatan telt 11.270 inwoners (volkstelling 2010).